# Kawolo-Sobara
 (septembre 2017).
Si vous disposez d'ouvrages ou d'articles de référence ou si vous connaissez des sites web de qualité traitant du thème abordé ici, merci de compléter l'article en donnant les références utiles à sa vérifiabilité et en les liant à la section « Notes et références ».
Kawolo  est un groupe de six villages (Sobara, le chef lieu, Kogodian, Konota, Mangorosso, Dioulasso et Sandakoro) située en Côte d'Ivoire, à 14 kilomètres du centre ville de Dabakala, dans la Région du Hambol.

## Description
Sa population est composée de Djiminis et, est estimée à environ 5 000 habitants.
Les activités des populations sont exclusivement agro-pastorales, avec les cultures intensives de la noix de cajou, de l'igname et de l'arachide.
Kawolo avait été érigée en commune rurale en Mars 2008, puis annulée en 2012 à la suite d'une décision du Conseil des ministres.

## Infrastructures
Kawolo dispose de :
- une Mutuelle de développement (la Mudeka), créée en 2002. Elle a succédé à l'ARK (Association des Ressortissants de Kawolo). Le président Ouattara Gaoussou, à la tête depuis la naissance de la première structure a été remplacé, à la suite d'une Assemblée générale de la Mudeka, le 14 août 2017, par Diabaté Daouda ;
- une ONG des femmes Wéplé Wégnon qui signifie Unissons nous pour réussir ;
- une Association des Élèves et Étudiants (l'AEEK), créée officiellement en 1988. Les présidents, depuis sa création, dans l'ordre sont : Ouattara Daouda, Ouattara Aboubacary, Coulibaly Soualio, Ouattara Abroulaye, Segnon Vamoussa, Coulibaly Bakary Tangan et depuis 2016 Fofana Moussa.

Afin de renforcer la cohésion sociale entre les filles et les fils du village, un concept dénommé Kawolo Renaissance 2015 a été mis sur pied par un groupe de jeunes du village. De 2014 à 2015, les initiateurs ont engagé des tournées dans certaines villes de la Côte d'Ivoire pour appeler les ressortissants à se parler. Ces tournées ont débouché sur une grande réunion de réconciliation des cadres le 31 mai 2015 et des activités socio-culturelles éducatives et sportives du 13 au 16 août 2015 avec en prime, pour la première fois, la confection d'un pagne à l'effigie de Kawolo. 
En décembre 2015, Kawolo Renaissance, conduite par Ouattara Abroulaye, ex-président de L'AEEK, prend le nom de Kawolo Retrouvailles qui n'est autre que des activités socioculturelles et sportives et se met sous la tutelle de la Mudeka. L'édition 2017 a eu lieu du 9 au 13 août dans les six villages du groupe Kawolo. 
En plus, Kawolo dispose de cinq écoles primaires. La première Construite en 1963 et ouverte en 1964 a été suivie par quatre autres depuis 2009. Aujourd'hui, face au nombre croissant d'élèves admis à l'entrée en sixième, un projet de construction de collège est en vue. 
Depuis 2016, Kawolo s'est dotée d'un marché. Le jour défini pour les grandes activités est le dimanche. 
Il dispose enfin d'un centre de santé rural qui couvre une zone sanitaire de près de 6 000 personnes.